# Klooster Žďár nad Sázavou
Het Klooster Žďár nad Sázavou (Tsjechisch: Studnice Blahoslavené Panny Marie en Pramen Panny Marie en Duits: Kloster Saar) is een voormalig cisterciënzen-klooster in de Moravische stad Žďár nad Sázavou in Tsjechië. Het klooster is in 1252 gesticht door de Moravische edelman Boček van Jaroslavice en Zbraslav. In 1784 is het klooster door Keizer Jozef II opgeheven. Het klooster kreeg in 2024 als onderdeel van het Wandelpad Cisterscapes het Europees Erfgoedlabel. Ten oosten van het klooster ligt aan de andere kant van de Konventský rybník (Conventen-visvijver) de Bedevaartskerk van Sint-Johannes van Nepomuk op de Zelená Hora (Groene Berg).
Burcht van Olomouc en het Arcidicézní muzeum (Olomouc) ·
Slot Kynžvart (Lázně Kynžvart) ·
Werkbundwijken in Europa: Osada Baba (Praag) / Kolonie Nový dům (Brno) ·
Wandelpad Cisterscapes: Klooster Plasy (Plasy) / Klooster van Velehrad (Velehrad) / Klooster van Vyšší Brod (Vyšší Brod) / Klooster Žďár nad Sázavou (Žďár nad Sázavou)